# Dashiin Byambasüren
Dashiin Byambasüren (mongol : Дашийн Бямбасүрэн), né dans le sum Binder (en) de la province Khentii en Mongolie le 20 juin 1942 est un homme politique mongol, Premier ministre du pays de septembre 1990 à juillet 1992.